# Americano do Brasil
Americano do Brasil là một đô thị ở bang Goiás. Dân số đô thị này năm 2004 ước khoảng 4.970 người. 